# Faun Z 912/21

Zeichnung einer Faun-Z-912/21-155-Zugmaschine

Der Faun Z 912/21 war ein militärischer Lastkraftwagen des deutschen Nutzfahrzeugherstellers Faun und gehörte zur 1. Generation der Radfahrzeuge der Bundeswehr.
Zwischen 1961 und 1969 wurde das Fahrzeug in der Variante Z 912/21-155 und -203 als Schlepper für die entsprechenden Artilleriegeschütze gebaut, in den Varianten L 912/21 MUN-RK und 912/21 MUN als Munitionstransporter für die Artillerie und als Z-912/21-A1-Zugmaschine für die Flugabwehrkanonen des Typs Skysweeper.

## Beschreibung
Das Fahrzeug war ein dreiachsiger allradangetriebener Frontlenker (6×6) mit Doppellenkvorderachse und Pritsche. Hinter dem Fahrerhaus war ein luftgekühlter Deutz-V12-Dieselmotor vom Typ F 12 L 714 A mit 195 kW (265 PS) verbaut.
Das Fahrerhaus war – wie für viele Militärlastkraftwagen der 1. Generation der Bundeswehr typisch – nicht geschlossen, sondern erhielt ein faltbares Tuchverdeck und eine nach vorn herunterklappbare Frontscheibe, so dass das Fahrzeug bei Bedarf auch gefechtsmäßig gefahren werden konnte.
Die relativ kurze Pritsche mit Holzboden konnte zum Transport von Lasten bis zu 10 t (z. B. für Ballastgewichte bei schweren Anhängern) oder Personal verwendet werden. Am Heck unterhalb der Pritsche war eine ITAG-Seilwinde mit 10 t Zugkraft und 60 m Seillänge montiert.

### Faun Z 921/21 MUN (Zugmaschine)

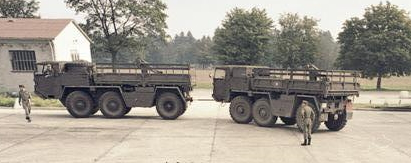
Faun Z 921/21 MUN im Juni 1965

Die Zugmaschine des Typs Faun Z 921/21 MUN war ein Munitionstransporter mit einem 1-t-Kran, der auf der Pritsche rechts vor der Hinterachse montiert war.
Technische Daten (Faun Z 921/21 MUN)
| Motor:                 | V12-Dieselmotor Deutz F 12 L 714 A, luftgekühlt |
| Hubraum:               | 19.000 cm³                                      |
| Leistung:              | 195 kW (265 PS)                                 |
| Antrieb:               | Allrad (6×6)                                    |
| Leergewicht:           | 17.200 kg                                       |
| zul. Gesamtgewicht:    | 27.300 kg                                       |
| Verbrauch:             | ca. 45 l/100 km (Straße)                        |
| Getriebe:              | ZF AK 6-75-3 6-Gang + Vorgelege                 |
| Radstand:              | 1780 mm + 3110 mm                               |
| Gesamtmaße:            | 8363 mm × 2500 mm × 3500 mm                     |
| Ladefläche:            | 5000 mm × 2350 mm                               |
| Reifen:                | 16.00-25 M                                      |
| Höchstgeschwindigkeit: | 59 km/h                                         |